# Euryoryzomys nitidus
Euryoryzomys nitidus é uma espécie de roedor da família Cricetidae. Pode ser encontrada na Bolívia, Brasil e Peru.